# Durable Inequality
Durable Inequality est un livre du sociologue américain Charles Tilly publié en 1998 par University of California Press. Il est le premier ouvrage majeur sur les inégalités de l'auteur. Il fait suite à une série de conférences données à l’université de Californie à Los Angeles en 1995.  Ces conférences ont été inspirées par les travaux entourant l’élaboration du livre Work Under Capitalism, écrit en collaboration avec Chris Tilly,. Le livre Identities, Boundaries and Social Ties (2005) poursuit le travail amorcé par Durable Inequality. 
Dans ce livre, Charles Tilly avance que les inégalités sociales sont liées aux relations sociales. Selon lui, elles sont responsables de différences catégoriques, comme il est possible de le voir au sein des paires catégoriques homme/femme ou citoyen.ne/étranger.ère. Tilly observe que les inégalités sont le résultat de ces différences catégoriques. Le livre se construit ainsi en opposition au courant individualiste et souhaite influencer la recherche en stratification sociale.
Quatre processus sont élaborés pour expliquer la création et la durabilité des inégalités : l’exploitation, la captation d’opportunités, l’émulation et l’adaptation. À travers ces mécanismes, Tilly souhaite établir une compréhension totale des inégalités sociales.
Durable Inequality a une portée considérable. De nombreux chercheurs ont emprunté la théorie mise de l’avant par cette œuvre, qui se retrouve citée plus de 4400 fois dans Google Scholar, mais qui fait aussi l’objet de nombreuses critiques.

## Approches métathéoriques
Durable Inequality est un ouvrage qui s’inscrit dans la théorisation des inégalités. Selon Erik Olin Wright, le livre se fonde sur deux métathéories : une approche anti-individualiste et un « structuralisme combinatoire » (combinatory structuralism).
Charles Tilly positionne sa théorie en opposition à l’approche individualiste, alors dominante dans les sciences sociales. Selon lui, cette approche limite la compréhension du phénomène des inégalités puisqu’elle base ce phénomène autour des caractéristiques personnelles. Par exemple, la pauvreté s’expliquerait selon le niveau d’éducation ou l’identité raciale. Pour Tilly, ce sont les relations sociales qui permettent d’expliquer ces phénomènes sociaux. Selon cette vision, la pauvreté s’expliquerait plutôt à travers la relation d’exploitation entre les ouvriers.ères et le patronat.       
À travers son livre, Tilly souhaite expliquer l'entièreté des inégalités sociales. Cette volonté se traduit pour Wright à travers une approche structuraliste combinatoire (combinatory structuralism) qui met de l’avant deux menus. Le premier concerne les relations sociales et contient : la chaîne, la triade, la paire catégorique, la hiérarchie et l'organisation. Parmi ces relations, l'organisation apparaît comme la plus importante puisqu'elle peut traduire de toutes les autres. Elle est conceptualisée de manière large et peut englober autant les entreprises que les sectes ou les ménages. Le deuxième menu incorpore les processus inégalitaires. On y retrouve les processus d'exploitation, de captation d'opportunités, d'émulation et d'adaptation. À travers ces deux blocs, il serait possible de combiner les différents éléments pour témoigner de n’importe quelle situation.

## Concepts clés

### Catégories
Tilly définit les catégories comme des groupes unis par une frontière sociale qui les sépare des autres groupes. Elles sont flexibles, malléables et sont l’élément clé pour témoigner des relations sociales.
Les catégories se divisent en catégories intérieures et extérieures. Les catégories intérieures correspondent à des distinctions claires dans les relations sociales, par exemple les catégories au sein d’une entreprise : direction/employé.e. Les catégories extérieures sont implicites. Elles s’établissent au quotidien à travers les différents avantages et pouvoirs présents qui permettent une catégorisation, par exemple les catégories de genre (non exhaustive) : homme/femme. 
Le concept de catégories de Tilly s'inspire particulièrement de l'idée de « clôture sociale » (social closure) de Max Weber. 

### Exploitation
L’exploitation est présentée comme un processus de création des inégalités. Tilly définit le processus de la manière suivante : « L’exploitation […] est une réponse à la situation où un groupe d’acteurs.trices bien connectées contrôlent une ressource de valeur qui exige une main-d’œuvre de laquelle il extrait la valeur à travers les efforts d’autres acteurs.trices qui sont exclues de la valeur totale réalisée par cet effort.» Ce processus fait directement écho à la théorie marxiste.

### Captation d’opportunités
La captation d’opportunités (opportunity hoarding) est le dernier processus créateur d'inégalités. Elle s’inscrit comme l’appropriation d’une ressource renouvelable qui concorde avec les intérêts du groupe qui se l’approprie. La captation d’opportunités monopolise une ressource à travers l’exclusion des autres acteurs.trices de son accès.
Selon Donald Tomaskovic-Devey et al., un exemple de captation d’opportunités serait une entreprise où tous les postes de pouvoir seraient détenus par les hommes. Cette situation témoigne d’une exclusion des femmes des postes de pouvoir qui permettent, notamment, une rémunération plus importante et donc une inégalité de revenus.

### Émulation
L’émulation est un processus de durcissement des inégalités. Elle contribue à la longévité des inégalités à travers la reproduction et la multiplication d’une structure catégorique au sein de la société.
Pour Michael E. Smith, l’émulation s’observe chez les Aztèques où la société était divisée entre l’élite et le peuple. Cette hiérarchisation sociétale se retrouvait à travers de multiples autres organisations, comme chez les guerriers.ères ou les prêtres.esses, dont le rang social limitait ou favorisait les opportunités et les privilèges au sein des groupes. 

### Adaptation
L’adaptation contribue aussi à maintenir en place les inégalités créées à travers l’incorporation des inégalités catégoriques dans les routines quotidiennes.
Smith observe ce processus chez les Aztèques à travers la guilde marchande des pochtecas. Cette guilde prospère issue de la classe inférieure de la société avait pour coutume de ne pas montrer leurs richesses afin de respecter l’ordre social et de continuer leurs affaires. Pour Smith, cette tendance aurait pour effet de contribuer au maintien de leur rang social inférieur.

## Théorie

### Création des inégalités
La création des inégalités se fait à travers les processus d’exploitation et de captation d’opportunités. 
Ces processus permettent de mettre en place un accès et d’assurer la rentabilité d’une ressource désirable. L’avènement de ces processus amène l’introduction des catégories. Elles sont un outil organisationnel qui permet le bon fonctionnement des processus d’exploitation et de captation d’opportunités. Elles facilitent notamment la reconnaissance des gens qui ont accès à la ressource et l’établissement d’un réseau de confiance. La création de ces catégories apparaît pour Wright comme la solution à un problème organisationnel.
L’instauration de ces catégories contribue à la création de paires catégoriques inégales basées sur l’accès à la ressource. Dans l’exemple de Tomaskovic-Devey et al. il est possible de voir les inégalités entre les postes de direction et ceux des employés.es. Les postes de direction donnent accès à un pouvoir au sein de l’entreprise, notamment sur les salaires, à l’inverse des postes d’employés.es.
La correspondance entre les catégories intérieures et extérieures tend à renforcer les inégalités. Tomaskovic-Devey et al. mentionnent ce sujet à travers l’appropriation des postes de direction par des hommes. Cette situation amène à faire correspondre les paires catégoriques direction/employé.e et homme/femme. Les hommes aux postes de direction ont un accès plus important aux ressources que les employées femmes. Tilly explique que cette situation contribue à incorporer les relations et la compréhension des catégories extérieures à l’intérieur des organisations. Cela facilite alors le maintien de la frontière sociale et renforce donc les inégalités. 

### Durabilité des inégalités
La mise en place des catégories réunit les individus les moins avantagés et peut donc mener à des mouvements de solidarité et de contestation. Les processus d’émulation et d’adaptation jouent un rôle important dans la dissolution de ces mouvements et favorisent ainsi le caractère durable des inégalités.
L’émulation contribue à une multiplication du modèle en place, ce qui favorise une homogénéisation des structures. Ces structures mettent en place des inégalités catégoriques sur lesquelles les routines quotidiennes se construisent. À travers ce procédé, l'adaptation incorpore les inégalités dans la vie de tous les jours et contribue à les faire paraître normales.
Chacun des processus détient aussi une tendance autoreproductrice selon Tilly. L’exploitation réinvestit une partie du bénéfice produit par ce processus dans le maintien de son système. La captation d’opportunités permet par l'héritage l’accès aux ressources à un même groupe à travers plusieurs générations. L’émulation favorise l’omniprésence d’un modèle qui devient plus facile à mettre en place et apparaît comme inévitable. Finalement, l’adaptation rend plus difficile le changement vers des modèles alternatifs par l’accoutumance au modèle en place.

### Solutions aux inégalités
Pour combattre les inégalités, Charles Tilly préconise le changement organisationnel. De manière concrète, il s'agit de réduire les inégalités catégoriques non nécessaires, de créer des modèles alternatifs qui ne sont pas basés sur des différences catégoriques et de favoriser la dissociation entre les catégories intérieures et extérieures. Pour Tilly, ces changements permettent de s’attaquer réellement à la source du problème.

## Réception et portée

### Critiques

#### Anti-individualisme
Pour Barbara Laslett, l’approche Tilly ne s'intéresse pas assez à la dimension individuelle. Selon elle, cette dimension est nécessaire pour témoigner de la complexité du phénomène des inégalités sociales. Les pensées individuelles seraient des éléments importants pour comprendre la reproduction des inégalités. Les catégories contribueraient aussi à amalgamer les individualités et à abstraire leurs caractéristiques.
Aldon Morris souligne aussi que Tilly présente les relations sociales presque uniquement à travers la forme sociale des organisations. Cette approche ne permettrait pas de s’intéresser aux formes plus informelles des relations sociales qui apparaissent comme un lieu important où se créent les inégalités durables. Dans le même sens, Laslett soulève l’omission des familles et de leurs rôles dans la construction sociale des individus dans l'analyse de Tilly.

#### Lacunes théoriques
Pour Kevin Hetherington, la conception binaire des catégories, par exemple homme/femme, ne permet pas d’attester d’une compréhension complète des inégalités. Selon lui, la « / » témoigne d’une troisième dimension, soit l’absence ou la présence d’autres catégories. Dans l’exemple utilisé précédemment, cette relation ne serait pas uniquement bidimensionnelle, puisque des personnes ne s’identifiant ni comme homme ni comme femme ne sont pas représentées par cette catégorisation. La présentation des inégalités catégoriques de Tilly ne permettrait pas d’attester la stabilité de la relation et la compréhension complète du phénomène.
Michael Mann critique l’attention trop importante portée par Tilly sur les mécanismes des inégalités, ce qui le conduirait à ne pas s’intéresser assez aux causes des inégalités. Tilly se concentrerait trop sur les catégories et ne permettrait pas de traiter de l’entièreté du phénomène social. 
David G. Burley attaque la volonté de cette théorie d’expliquer les inégalités à travers l’histoire. Selon lui, Tilly ne couvre pas de manière exhaustive le processus d’exploitation puisqu’il ne tient pas compte de son évolution à travers les différents modes de production. Sans cela, la théorie de Tilly serait incapable d’expliquer les inégalités à travers le temps.
Bernd Baldus reproche aussi le caractère universel de la théorie de Tilly. Selon lui, les relations sociales ne pourraient pas tout expliquer. Le marché, notamment, serait un acteur responsable des inégalités, mais qui ne s’intéresserait pas aux individus, par exemple à leurs identités raciales. Selon lui, le capitalisme contribuerait à homogénéiser les catégories sur le long terme.
Wright avance qu'une lacune argumentative traverse l'ouvrage de Tilly. Par exemple, lorsqu'il y détaille les catégories intérieures et extérieures, il en effectue une hiérarchisation selon la stabilité des inégalités produites. Pourtant, cette hiérarchisation ne semble être basée sur aucune explication. Hetherington remarque de manière similaire une faiblesse dans l’argumentaire de l’auteur. Il reproche à Tilly d’utiliser des exemples qui frôlent parfois l’anecdotique plutôt que des données empiriques. Ces exemples amèneront aussi Hetherington à soulever un doute sur l’exportabilité de la théorie de Tilly puisqu’elle apparaît traduire uniquement une vision occidentale.
Dans un article intitulé Errors, Durable and Otherwise, Charles Tilly fait lui-même un retour critique sur son œuvre. Il en profite aussi pour répondre à certaines des critiques qui lui sont adressées. De manière générale, il observe une certaine mécompréhension de ses propos et se reproche son manque de clarté.

### Héritage
À sa sortie, Durable Inequality a eu une assez bonne réception de la communauté scientifique. Cependant, Kim Voss pense que le livre a eu moins de succès que ce que Tilly aurait souhaité puisque l’influence de l’ouvrage dans son domaine semblait se faire peu présente dans les premières années après sa sortie.
À partir de 2005, Voss observe cependant une résurgence de l’influence du livre à travers les travaux de Michael Katz, Mark Stern et Jamie Fader. Leur étude sur les inégalités de genres aux États-Unis pendant le XXe siècle incorpore la théorie de Tilly et pointe ses limites. Les résultats de leurs recherches apparaissent pour Voss comme une contribution importante à la théorie de Tilly.
Par après, les travaux de Tomaskovic-Devey et al. et Avent-Holt et Tomaskovic-Devey vont eux aussi contribuer à mettre de l’avant la théorie de Tilly. En s’intéressant aux inégalités salariales aux États-Unis et en Australie, ces recherches permettront notamment d’arriver à la conclusion que les différences catégoriques au sein d’une organisation, par exemple l’éducation ou le genre, peuvent permettre plus de privilèges. Ces situations contribueraient donc à des inégalités plus importantes au sein d’une organisation. Selon Voss, ces recherches alimenteraient l’influence de la théorie à travers leur publication au sein de revues scientifiques importantes.
L’article de Kim Voss publié en novembre 2010 recense plusieurs articles mobilisant la théorie ou faisant référence à Durable Inequality. Selon elle, cela témoigne d’un « héritage durable » de l'œuvre de Tilly. Depuis, d’autres travaux se sont inscrits dans cette lignée et témoignent de l’influence du livre plus de 20 ans après sa sortie.
Par exemple, les travaux de Charles Lindell Patton (2015) se sont concentrés sur le processus de captation d’opportunités afin d’analyser les différences entre les taux de chômage de la communauté afro-américaine et blanche aux États-Unis dans les années 1940, 1960 et 1980. Ses conclusions soutiennent notamment l’idée que le système d’incarcération américain a été un élément important dans la captation d’opportunités et a avantagé la communauté blanche au niveau du taux de chômage. Les travaux de Patton mobilisent aussi la théorie de Durable Inequality sous l'acronyme DIT, pour « Durable Inequality Theory ».
Les travaux de Smith sur la civilisation aztèque (2021) ont aussi permis de mettre de l’avant la grande variété de sujets que peut couvrir la DIT. À travers les processus d’exploitation, de captation d’opportunités, d’émulation et d’adaptation, Smith fait l’éloge de la compréhension et de la versatilité amenée par la théorie de Tilly. Selon Smith, elle permet de s’intéresser avec pertinence à des cas d’études non occidentaux et d'établir un cadre théorique prometteur pour les domaines de l’anthropologie, de l’histoire et de l’archéologie.